# Kanton (desenhista)
Kanton (São Paulo, 17 de outubro de 1959) é um desenhista, animador, ilustrador e cartunista brasileiro.

## Biografia
Em 1976, venceu um concurso de desenho para menores da TV Cultura, quando ganhou um troféu e um estágio nos estúdios de desenho animado mais relevantes do Brasil. Kanton trabalhou 20 anos no estúdio Maurício de Sousa, onde dirigiu várias produções com a turma da Mônica. Produziu o gibi de “O Menino maluquinho”, do Ziraldo, para a Editora Globo. Criou também alguns “Plim-plins” para a TV Globo. Ao longo de sua carreira dirigiu e animou séries de TV, para a Rede Globo e Cartoon Network. 
Na ilustração editorial com fins didáticos, trabalha há mais de 25 anos para grandes editoras de livros do país, sendo elas: Saraiva, Atual, Moderna, Richmond, FTD, SM, Siciliano, Scipione, Ática, Harbra, Kumon, Mackenzie, Fisk, entre outras.
Kanton é casado com Silvana Onofre Canton, com quem teve dois filhos: Caio Canton e Laís Canton. 

## Criações multimídia
Na área de multimídia Kanton também atua como compositor, letrista, diretor de arte e roteirista.
- Bichinhos sem pelúcia (Turma da Mônica)[6]
- Eletrix (Eletropaulo)[6]
- A chuva cai, música e letra[7]
- Plim Plim (vinheta para a TV Globo)[4]
- O Vampiro - (Turma da Mônica), criação e direção de arte[8]